# Черненко, Елена Егоровна
Еле́на Его́ровна Черне́нко (род. 17 апреля 1957, пгт. Цементный Завод, Дятьковский район, Брянская область, РСФСР, СССР) — государственный деятель Приднестровской Молдавской Республики. Министр экономики Приднестровской Молдавской Республики с 20 августа 2000 по 30 декабря 2011.

## Биография
Родилась 17 апреля 1957 в посёлке городского типа Цементный Завод (ныне — город Фокино Брянской области), в русской семье.

### Образование
Окончила среднюю школу в родном городе. Окончила с отличием отделение «Бухгалтерский учёт» в индустриальном техникуме (Фокино) в 1975. В 1976 поступила на заочное отделение в Одесский институт народного хозяйства на специальность «Бухгалтерский учёт и анализ хозяйственной деятельности», который закончила в 1981. Училась в аспирантуре Одесского института.

### Карьера
С 1975 по 1986 работала на Тираспольском кирпичном заводе, по распределению после окончания индустриального техникума. На заводе занимала различные должности: начинала работать старшим бухгалтером, потом стала заместителем главного бухгалтера, через восемь лет стала главным бухгалтером.
С 1986 по 1989 — начальник ПЭО завода «Молдавизолит».
С 1989 по 1992 — заместитель директора по экономическим вопросам на Тираспольском кирпичном заводе.
С 1992 по 2000 — главный бухгалтер, финансовый директор приднестровско-итальянского обувного предприятия «Tirpa».
С февраля по 20 августа 2000 — заместителем министра экономики Приднестровской Молдавской Республики.
С 20 августа 2000 по 30 декабря 2011 — министр экономики Приднестровской Молдавской Республики. Переназначалась на должность в 2007. Подала в отставку в связи с избранием нового президента Приднестровской Молдавской Республики Евгения Шевчука. Как министр экономики отвечала за привлечение иностранных инвестиций и процесс приватизации предприятий Приднестровья. Это сыграло важную роль в разрешении таможенного конфликта между Приднестровьем и Украиной в 2006.

## Награды и звания
- Орден «Трудовая слава»
- Орден Почёта
- Медаль «За трудовую доблесть»
- Медаль «За безупречную службу» III степени
- Медаль «20 лет Приднестровской Молдавской Республике»
- «Заслуженный работник Приднестровской Молдавской Республики»

## Семья
- Замужем, имеет двух дочерей.